# 50-я дальне-бомбардировочная авиационная дивизия
50-я дальне-бомбардировочная авиационная дивизия (50-я дбад) — авиационное соединение Военно-Воздушных сил (ВВС) Вооружённых Сил РККА бомбардировочной авиации, принимавшее участие в боевых действиях Великой Отечественной войны, именуемая также 50-я дальняя бомбардировочная авиационная дивизия.

## История наименований дивизии
- 50-я дальне-бомбардировочная авиационная дивизия;
- 50-я авиационная дивизия дальнего действия;
- 50-я бомбардировочная авиационная дивизия;
- 50-я бомбардировочная авиационная Крымская дивизия;
- 50-я бомбардировочная авиационная Крымская Краснознамённая дивизия;
- Войсковая часть (полевая почта) 15417.

## История и боевой путь дивизии

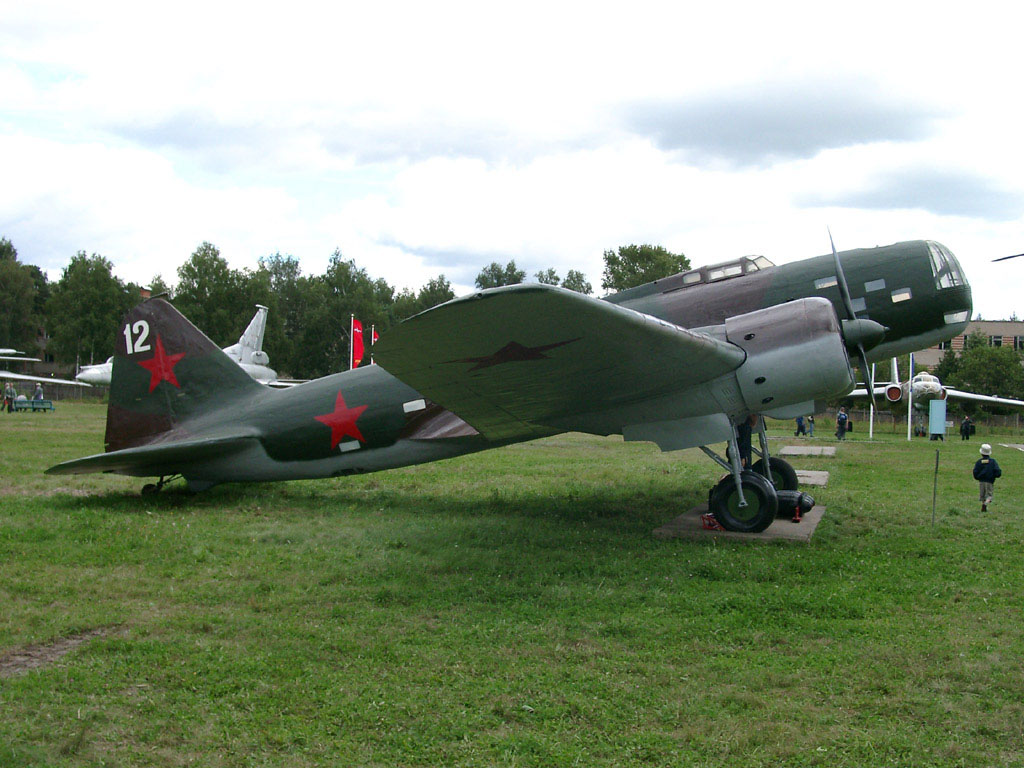
Самолёт ДБ-3, стоящий на вооружении полков дивизии

Дивизия сформирована Постановлением Совета Народных Комиссаров Союза ССР № № 2265-977сс 5 ноября 1940 г. «О Военно-Воздушных Силах Красной Армии», согласно которому в целях повышения специальной подготовки дальнебомбардировочной авиации, соответствующей возлагаемым на неё задачам:
- дальнебомбардировочные авиационные полки, вооружённые самолётами ТБЗ, ТБ-7 и ДБ-3, выделить в самостоятельные дальнебомбардировочные дивизии в составе трёх дальнебомбардировочных авиационных полков;
- дальнебомбардировочные авиационные дивизии именовать: авиационными дивизиями Дальнего Действия;
- авиационные дивизии ДД в учебно-строевом отношении подчинить Начальнику Главного управления ВВС Красной Армии, а в административно-хозяйственном отношений — Командующим войсками военных округов, на территории которых они будут дислоцированы.
- для руководства боевой и специальной подготовкой дивизий образовать в составе ГУВВС Управление дальнебомбардировочной авиации.
- утвердить состав дивизии — 50-я авиадивизия ДД в составе: 81-го, 228-го, 229-го и 231-го авиаполков ДБ-3 с дислокацией — Ростов и Новочеркасск.

Несомотря на указание в Постановлении Совета Народных Комиссаров по именованию дивизии как авиационной дивизией Дальнего Действия лишь 5 марта 1942 года дивизия стала именоваться как 50-я авиационная дивизия дальнего действия.
В состав дивизии при формировании вошли:
- 81-й дальнебомбардировочный авиационный полк, аэродром Хотунок (Новочеркасск);
- 228-й дальнебомбардировочный авиационный полк, аэродром Хотунок (Новочеркасск);
- 229-й дальнебомбардировочный авиационный полк, аэродром Ростов—Центральный;
- 231-й дальнебомбардировочный авиационный полк, аэродром Ростов—Центральный.

Формирование 81-го дальнебомбардировочного авиационного полка началось на аэродроме Хотунок (близ Новочеркасска) по приказу Командующего ВВС Северо-Кавказского округа от 13.03.1940 г. Основой формирования явились кадры лётно-технического и руководящего состава 12-го дальнебомбардировочного авиационного полка и 1-го тяжёлого бомбардировочного авиационного полка. Позже полк был пополнен выпускниками Краснодарского и Чкаловского авиационных училищ, Ленинградского и Вольского авиационно-технических училищ. Формирование было завершено 27 июня 1940 г. Полк формировался на самолётах ТБ-3, но на вооружение получил бомбардировщики ДБ-3ф. На конец июня 1940 года полк имел 61 самолёт ДБ-3ф (из них исправных — 31). Накануне войны в полку был 61 самолёт и 62 боеготовых экипажа. Первый боевой вылет выполнен в ночь на 24 июня 1941 года.
После формирования дивизия входила в состав 4-го бомбардировочного авиационного корпуса, штаб которого базировался в Запорожье.

### Участие в операциях и битвах
- Барвенково-Лозовская операция — с 18 января 1942 года по 31 января 1942 года.

### В действующей армии
В составе действующей армии дивизия находилась с 22 июня 1941 года по 18 марта 1942 года.

### Командир дивизии
| Звание    | Имя                      | Период                                     | Примечание |
| --------- | ------------------------ | ------------------------------------------ | ---------- |
| Полковник | Лебедев Сергей Сергеевич | с 14 апреля 1940 года по 5 марта 1942 года |            |

### В составе объединений
| Дата          | Армия                          | Корпус                                                                   | Примечание |
| ------------- | ------------------------------ | ------------------------------------------------------------------------ | ---------- |
| 05.11.1940 г. | авиация Резерва Ставки ВГК     | 4-й бомбардировочный авиационный корпус дальней бомбардировочной авиации |            |
| 22.06.1941 г. | Дальнебомбардировочная авиация | 4-й бомбардировочный авиационный корпус дальней бомбардировочной авиации |            |
| 18.08.1941 г. | Авиация дальнего действия СССР |                                                                          |            |
| 05.03.1942 г. | Авиация дальнего действия СССР |                                                                          |            |

### Части и отдельные подразделения дивизии
За весь период своего существования боевой состав дивизии оставался постоянным:
| Период                     | Наименование                                    | Вооружение                                             |
| -------------------------- | ----------------------------------------------- | ------------------------------------------------------ |
| 1940 — 05.03.1942 г.       | 81-й дальнебомбардировочный авиационный полк    | переименован в 81-й авиационный полк дальнего действия |
| 1940 — 20.08.1941 г.       | 228-й дальнебомбардировочный авиационный полк   | расформирован                                          |
| 1940 — 20.08.1941 г.       | 229-й дальнебомбардировочный авиационный полк   | расформирован                                          |
| 1940 — 20.08.1941 г.       | 231-й дальнебомбардировочный авиационный полк   | расформирован                                          |
| 13.08.1941 — 05.03.1942 г. | 21-й дальнебомбардировочный авиационный полк    | переименован в 21-й авиационный полк дальнего действия |
| 09.07.1941 — 01.01.1942 г. | 250-й тяжёлый бомбардировочный авиационный полк |                                                        |